# John P. Farley
John Patrick Farley (Madison, 29 de octubre de 1968) es un actor y comediante estadounidense.

## Biografía y carrera
Farley nació en Madison, Wisconsin, hijo de Mary Anne y Thomas "Tom" Farley. Fue criado en el seno de una familia católica. Es el hermano menor de los actores Chris y Kevin Farley. Está casado con la actriz Jennifer Herron y tiene dos hijos. Se graduó en 1992 en la Universidad de Regis University, y más tarde estudió en la academia de humoristas The Second City en Chicago.
Actualmente, él y su hermano Kevin trabajan juntos en proyectos y giras de clubes de comedia por todo el país. Apariciones notables en películas incluyen The Waterboy y The Benchwarmers. También realizó pequeños papeles en You Don't Mess with the Zohan, Joe Dirt, Almost Heroes y Extreme Movie. En 2015 apareció en el documental I Am Chris Farley junto a su hermano Kevin y otras estrellas como Adam Sandler y Dan Aykroyd, dialogando sobre la vida y obra de Chris Farley.